# 트레할로스
트레할로스(영어: trehalose)는 포도당 2분자로 구성된 이당류이다. 일부 세균, 균류, 식물 및 무척추동물은 트레할로스를 에너지원으로 합성하고, 결빙 및 물 부족에서 살아남기 위해 트레할로스를 이용하기도 한다.
트레할로스를 추출하는 것은 한 때 어렵고 비용이 많이 드는 과정이었지만, 2000년경에 하야시바라사(社) (일본, 오카야마)는 녹말로부터 트레할로스를 저렴하게 추출하는 기술을 개발했다. 트레할로스는 높은 보습 능력을 가지고 있으며, 식품, 화장품, 의약품에 사용된다.

## 구조
트레할로스는 두 분자의 α-포도당 사이에 α(1→1)α 글리코사이드 결합에 의해 형성된 이당류이다. 다른 2가지 이성질체는 자연에서 발견되지 않는다. 트레할로스는 자연에서 이당류 및 일부 중합체에서 단위체로도 발견된다.

## 합성
적어도 3가지의 생물학적 대사경로가 트레할로스의 생합성을 지원한다. 산업적인 공정을 통해 옥수수 녹말로부터 트레할로스를 얻을 수 있다.

## 특성

### 화학적 특성
트레할로스는 2분자의 포도당이 α(1→1)α 글리코사이드 결합으로 연결되어 형성된 비환원당으로, 정식 계통명은 α-D-글루코피라노실-(1↔1)-α-D-글루코피라노사이드이다. 이러한 결합으로 인해 트레할로스는 산가수분해에 매우 강한 저항성을 가지게 되고, 높은 온도와 산성 조건에서도 안정성을 갖는다. 글리코사이드 결합은 알데하이드 또는 케톤 작용기가 단백질의 리신 또는 아르지닌 잔기에 결합(당화, glycation 이라고 불리는 과정)하지 않도록 비환원당을 폐쇄된 고리 형태로 유지시킨다. 트레할로스는 높은 온도(>80 °C)를 제외하고는 수크로스보다 용해도가 낮다. 트레할로스는 이수화물(dihydrate)로써 장사방형의 결정을 형성하고, 결정형에서 수크로스 열량 함량의 90%를 가지고 있다. 무수 형태의 트레할로스는 즉시 수분을 되찾아 이수화물을 형성하고, 열처리시 흥미로운 물리적 특성을 나타낼 수 있다.
트레할로스 수용액은 농도 의존성 클러스터링 경향을 나타낸다. 수소 결합을 형성할 수 있는 능력으로 인해, 트레할로스는 물에서 자가 결합하여 다양한 크기의 클러스터를 형성한다. 전체 원자 분자 동역학 시뮬레이션은 1.5~2.2몰의 농도를 보여주었고, 트레할로스 분자 클러스터가 여과되어 커다란 연속 응집체를 형성할 수 있음을 보여주었다.
트레할로스는 핵산과 직접적으로 상호작용하며, 이중 가닥 DNA의 용해를 촉진하고, 단일 가닥 핵산을 안정시킨다.

### 생물학적 특성
세균, 효모, 균류, 곤충, 무척추동물, 식물에 이르는 생물체들은 트레할로스를 만들 수 있는 효소를 가지고 있다. 자연에서 트레할로스는 식물과 미생물에서 발견된다. 동물에서 트레할로스는 메뚜기, 나비, 벌 같은 곤충과 새우 등에 존재하는데, 트레할로스는 혈당으로 역할을 한다. 트레할로스는 이화 효소인 트레할레이스에 의해 포도당으로 분해되어 사용된다. 또한 트레할로스는 말벌과 말벌 애벌레의 영양 교환액에도 존재한다.
트레할로스는 곤충이 비행에 사용하는 주된 에너지 저장 탄수화물이다. 이에 대한 한 가지 가능한 이유는 곤충의 트레할레이스에 의해 트레할로스의 글리코사이드 결합이 분해될 때 두 분자의 포도당을 방출하게 되고, 이는 비행에 따른 빠른 에너지 공급이 가능하도록 한다. 이것은 하나의 글리코사이드 결합의 분해로 한 분자의 포도당 분자를 방출하는 저장 다당류인 녹말로부터 포도당이 방출되는 효율의 2배이다.
식물에서 트레할로스는 해바라기씨, 고사리삼속, 부처손속의 식물들, 해조류에서 볼 수 있다. 균류에서 트레할로스는 표고버섯, 느타리버섯, 새송이버섯, 팽나무버섯과 같은 일부 버섯류에서 발견된다.
식물계 내에서 사막과 산악지대에서 자라는 부처손속(때로는 부활초라고 부름) 식물은 갈라지고 말라버릴 수 있지만, 트레할로스의 기능으로 인해 비가 온 후에 다시 초록색으로 변하고 다시 생기를 찾을 수 있다.
크립토바이오시스(cryptobiosis) 상태에서 트레할로스가 생명체 내에서 어떻게 작용하는지에 관한 두 가지 유력한 이론은 얼음 형성을 방지하는 상태라고 설명하는 유리화(琉璃化, vitrification) 이론과 물을 트레할로스로 대체하는 물 치환(water displacement) 이론이다.

## 영양 및 식이 특성
트레할로스는 잡식동물(사람을 포함)과 초식동물의 장 점막의 솔가장자리(brush border)에 존재하는 트레할레이스에 의해 포도당으로 빠르게 분해된다. 이는 포도당에 비해 혈당의 급격한 증가를 덜 일으킨다. 트레할로스는 22% 이상의 농도에서 수크로스의 약 45%에 해당하는 단맛을 낸다. 그러나 농도가 감소하면 트레할로스의 단맛은 수크로스의 단맛보다 빠르게 감소해서 2.3% 트레할로스 용액의 단맛은 같은 당량의 수크로스 용액의 단맛보다 6.5배 덜 달다.
트레할로스는 식품의 어는점을 낮추기 때문에 아이스크림과 같은 냉동식품에 일반적으로 사용된다.
카길사(社)는 "당신의 제품에 최고의 맛을 내기 위해 맛을 향상시키고 강화시키는" 물질로 트레할로스의 자사 브랜드인 "Treha"의 사용을 권장하고 있다.
트레할레이스 효소의 결핍은 인구의 10~15%가 결핍인 그린란드의 이누이트를 제외하고는 사람에게서 흔하지 않다.

## 의학적 사용
트레할로스는 히알루론산과 함께 건성각결막염을 치료하는데 사용되는 인공 눈물 제품의 성분이다.

## 연구
1832년에 H. A. L. 위거스(H. A. L. Wiggers)는 호밀의 맥각에서 트레할로스를 발견했고, 1859년에 피에르 베르텔로(Pierre Berthelot)는 바구미가 만드는 물질인 "Trehala manna"에서 물질을 분리하여 트레할로스(trehalose)라고 명명했다.
2018년 1월에 사람의 장에서 발견되는 세균인 Clostridium difficile의 일부 균주가 트레할로스에 반응한다는 것을 보여주는 연구가 발표되었다. 이 연구는 실험실에서 트레할로스를 공급했을 때 이들 균주들이 더 잘 자라고, 더 많은 독소를 생산한다는 것을 발견했다. 연구자들은 2000년경에 생산 비용이 낮아졌을 때 식료품에 트레할로스를 도입하는 시기와 병원에서 Clostridium difficile의 감염이 증가한 시기 사이에 상관관계가 있음을 지적하고, 트레할로스가 감염의 증가를 일으킬 수 있다고 시사했다. 그 당시에 트레할로스가 실제로 Clostridium difficile 감염의 증가를 유발했는지 또는 사람의 장에 있는 Clostridium difficile에 영향을 미쳤는지는 알져지지 않았다.

## 같이 보기
- 생물내성
- 동결보호제
- 크립토바이오시스
- 동결 건조

## 더 읽을거리
- Ballard, Jimmy D. (2017년 12월 21일). “News and Views: Pathogens boosted by food additive”. 《Nature》 (영어)., discussing 2010 paper: Collins, J; Robinson, C; Danhof, H; Knetsch, CW; van Leeuwen, HC; Lawley, TD; Auchtung, JM; Britton, RA (2018년 1월 3일). “Dietary trehalose enhances virulence of epidemic Clostridium difficile.”. 《Nature》. Bibcode:2018Natur.553..291C. doi:10.1038/nature25178. PMID 29310122..